# Cranichis brachyblephara
Cranichis brachyblephara är en orkidéart som beskrevs av Rudolf Schlechter. Cranichis brachyblephara ingår i släktet Cranichis, och familjen orkidéer. Inga underarter finns listade i Catalogue of Life.